# ماكس ليون
ماكس ليون (بالإنجليزية: Max Leon)‏ هو عالم موسيقى أمريكي، ولد في 1904، وتوفي في 2 نوفمبر 1984.